# 音樂盒巡迴演唱會
音樂盒巡迴演唱會（英語：Music Box Tour）是美国創作歌手瑪麗亞·凱莉为宣传同年專輯《音乐盒》而举行的演唱会，在美国的6个城市举办。這是瑪麗亞·凱莉职业生涯的第一次巡回演唱会，1993年11月3日开始于迈阿密，1993年12月10日结束于纽约。